# Криластонепчани ганглион
Криластонепчани ганглион (лат. ganglion pterygopalatinum) је вегетативни ганглион који је придодат горњовиличном живцу. Смештен је у задњем делу криластонепчане јаме у проширењу истоименог канала.

## Доводна влакна
Доводна или преганглијска влакна криластонепчаног ганглиона су: криластонепчани живци (који му доносе сензитивна нерва влакна из горњовиличног нерва), велики петрозни живац (који доноси парасимпатичка влакна из фацијалног нерва) и дубоки петрозни живац (који доноси симпатичка влакна из унутрашњег каротидног сплета).
Последња два живца заједно пролазе коз тзв. продерани отвор (лат. foramen lacerum) на бази лобање и спајају се образујући живац птеригоидног канала (лат. nervus canalis pterygoideus). Он пролази кроз истоимени канал и на његовом предњем крају улази у криластонепчани ганглион, доносећи му на тај начин истовремено и симпатичка и парасимпатичка влакна.

## Одводна влакна
Одводна или постганглијска влакна иду преко криластонепчаних живаца у бочне гране максиларног нерва:
- у јабучни живац и затим преко спојничне гране у сузни живац, преко кога оживчава сузну жлезду,
- у задње доње спољашње, задње горње спољашње и унутрашње носне гране за инервацију жлезда у слузници носне дупље и
- у велики непчани и мале непчане живце за инервацију пљувачних жлезда у слузокожи тврдог и меког непца.